# 이시우라 다이가
이시우라 다이가(일본어: 石浦 大雅, 2001년 11월 22일~)는 일본의 축구 선수이다.

## 구단 경력
그는 2019년 J2리그의 도쿄 베르디에 입단했다. 2022년까지 51경기에 출전하여, 1득점을 넣었다. 2023년 J3리그의 에히메 FC로 이적했다. 2023년 J3리그 우승으로 J2리그로 승격했다.